# Pontiac (Illinois)
Pour les articles homonymes, voir Pontiac.
La ville de Pontiac est le siège du comté de Livingston, dans l’État de l’Illinois, aux États-Unis. Sa population, qui s’élevait à 11 931 habitants lors du recensement de 2010, est estimée à 11 253 habitants en 2019.

## Démographie
| Groupe            | Pontiac | Illinois | États-Unis |
| ----------------- | ------- | -------- | ---------- |
| Blancs            | 85,5    | 71,5     | 72,4       |
| Afro-Américains   | 10,0    | 14,6     | 12,6       |
| Métis             | 1,8     | 2,3      | 2,9        |
| Autres            | 1,8     | 6,7      | 6,4        |
| Asiatiques        | 0,7     | 4,6      | 4,8        |
| Amérindiens       | 0,3     | 0,3      | 0,9        |
| Total             | 100     | 100      | 100        |
|                   |         |          |            |
| Latino-Américains | 6,3     | 15,8     | 16,7       |

Selon l'American Community Survey, pour la période 2011-2015, 93,83 % de la population âgée de plus de 5 ans déclare parler l'anglais à la maison, 4,33 % déclare parler l'espagnol et 1,84 % une autre langue.

## Source
- (en) Cet article est partiellement ou en totalité issu de l’article de Wikipédia en anglais intitulé « Pontiac, Illinois » (voir la liste des auteurs).

1. ↑  (en) « Population and Housing Unit Estimates », sur census.gov, United States Census Bureau, 24 mai 2020 (consulté le 27 mai 2020)
2. ↑  (en) « Census of Population and Housing », sur census.gov, Census.gov (consulté le 4 juin 2015)
3. ↑  (en) « Pontiac, CA Population - Census 2010 and 2000 », sur censusviewer.com
4. ↑  (en) « Population of Illinois - Census 2010 and 2000 », sur censusviewer.com
5. ↑  (en) « Language spoken at home by ability to speak English for the population 5 years and over », sur data.census.gov.